# David Higgins (pilote)
Pour les articles homonymes, voir Higgins.
David Higgins, né le 14 novembre 1972 sur l'Île de Man (anglaise), est un pilote automobile de rallye britannique.

## Biographie
Ce pilote anglais a participé à 17 rallyes du WRC de 1994 à 2008 (meilleurs classements au général: 11e du RAC Rally en 1998 et 2001, sur Subaru Impreza).
Après avoir obtenu le titre national des rallyes anglais courant 2004, il s'exila pour le reste de l'année en Chine, y retournant de 2006 à 2009 pour courir avec le Wanyu rally team.
Son frère Mark Higgins est également un pilote de rallyes de haut niveau, et son père et son grand-père -en leur temps- firent eux aussi plusieurs courses britanniques, dans cette discipline.
En 2014 il remporte 7 des 8 épreuves du championnat Rally America pour sa meilleure saison américaine, remportant la seule épreuve qui avait encore pu lui échapper (New England Forest).
Il réside à l'année actuellement[Quand ?] à Trefeglwys, en plein Pays de Galles.

## Titres
- Double Champion du Championnat des États-Unis des rallyes SCCA ProRally: 2002 et 2003;
- Quadruple Champion du Championnat des États-Unis des rallyes Rally America: 2011, 2012, 2013 et 2014, sur Subaru Impreza WRX STI, avec le Subaru Rally Team USA;
- Participation à la victoire de Hyundai dans le championnat des marques du SCCA ProRally en 2002, avec sa Hyundai Accent WRC;
- Champion d'Angleterre des rallyes (MSA): 2004, sur Hyundai Accent WRC (copilote Brian Murphy);
- Champion de Chine des rallyes: 2009 sur Mitsubishi Lancer Evo IX (copilote Ieuan Thomas);
- Participation à la victoire du team Ralliart Hong Kong dans le championnat des marques chinois en 2004;
- Participation à la victoire du Wanyu rally team dans le championnat des marques chinois en 2007 et 2009;
- Triple Champion d'Angleterre des rallyes du Groupe N: 1997 (RACMSA), 1999 (MSA), et 2002 (MSA);
- Champion d'Angleterre des rallyes des voitures de production: 2002 (MSA);
  - 3e des X Games Rally en 2011 (XVIIe X Games), en Rally Car Racing;
  - 4e du championnat d'Angleterre des rallyes en 2005;
  - 5e du championnat d'Angleterre des rallyes super 1 600 cm3 en 2000;
  - 6e du championnat mondial des voitures de production (P-WRC) en 2001 (8e en 1998).

## Rallyes

### Championnat russe (RAF) (groupe N)
- 2001: Rallye Novorassik;
- 2001: Rallye Sochi.

### Championnats américains SCCA ProRally (antérieur à 2005) puis Rally America (13+15 = 28 victoires)
- 2001: Rallye Ramada express;
- 2002: rallye STPR (Susquehannock Trail Performance Rally);
- 2002: Rallye Cherokee Trails;
- 2002: Rallye Oregon Trail;
- 2002: Rallye Rim of the World;
- 2003: Rallye Wild West;
- 2003: Rallye STPR;
- 2003: Rallye Snow*Drift;
- 2003: Rallye Rim of the World;
- 2003: Rallye Oregon Trail;
- 2003: Rallye Ojibwe;
- 2003: Rallye du Maine;
- 2003: Rallye du Lac Supérieur (1er du Gr.N en 2002);
- Victoires dans quatre épreuves, sur les six proposées en 2011:
  - Rallye Olympus;
  - Rallye Oregon Trail;
  - Rallye Susquehannock Trail (STPR);
  - Climb to the Clouds (Washington);
- Victoires dans deux épreuves, sur six participations en 2012:
  - Rallye Snow*Drift;
  - Rallye Oregon Trail;
- Victoires dans trois épreuves, sur sept participations en 2013:
  - Rallye in the 100 Acre Wood;
  - Rallye Oregon Trail;
  - Rallye Lake Superior Performance;
- Victoires dans sept épreuves, sur huit participations en 2014:
  - Rallye Sno*Drift;
  - Rallye Oregon Trail;
  - Rallye Susquehannock Trail Performance (STPR);
  - Climb to the Clouds (Washington);
  - Rallye New England Forest;
  - Rallye Ojibwe Forests;
  - Rallye Lake Superior Performance;

### Championnat britannique (BRC) (4 victoires)
- Rallye International Pirelli de Carlisle: 2004;
  - 2e du rallye du Pays de Galles à Wrexham en 2002;
  - 2e du rallye d'Ulster en 2004 (vainqueur BRC);
  - 2e du rallye d'Écosse à Dumfries en 2004 (organisé par le RSAC);
  - 2e du rallye des tempêtes du sud de l'Angleterre à Farnham en 2004 (vainqueur BRC);
  - 3e du rallye de l'île de Man en 1997 (4e en 2002);
  - 3e du rallye d'Écosse à Dumfries en 2002;
  - 3e du rallye du Pays de Galles à Dolgellau en 2004;
  - 4e du rallye international Jim Clark à Kelso en 2004 (vainqueur BRC);

(et 1er du Groupe N: 2001 rallye Network Q.; 2002 rallyes Jim Clark, de l'île de Man, du Pays de Galles et d'Écosse)

### Formula Rally britannique
- 2e du trophée Jim Clark à Duns en 2001;
- 3e du rallye de Banbury en 2001;

### IRC et APRC (1 victoire)
- Rallye Sunseeker (team SGP): 2005;
- 2e du Rallye de Chine en 2007 (copilote son compatriote Ieuan Thomas, sur Mitsubishi Lancer Evo IX);

### Championnat de Chine (CRC) (14 victoires)
- 2 victoires en 2004:
  - Round Four;
  - Round Five;
- Victoires dans toutes les épreuves proposées en 2007:
  - Rallye Longyou;
  - Rallye Kaiyang;
  - Rallye Liupanshui;
  - Rallye Huairou;
  - Rallye de Shanghai;
  - 2e du Rallye de Chine en 2007 (1er en CRC);
- 2 victoires en 2008:
  - Rallye Mohe;
  - Rallye de Shangai;
- 2 victoires en 2009:
  - Rallye Fogang;
  - Rallye Huairou;
- 1 victoire en 2010;
  - Rallye Xuecheng;
- 2 victoires en 2012:
  - Rallye Huairou;
  - Rallye Longyou (2e au général);

## Courses de côtes
- Vainqueur de la Course de côte du Mont Washington : 2011 sur Subaru Impreza WRX STI en 6 min 11 s 54, et succédant ainsi avec ce temps à l'officieux record (battu de près de 9") de l'américain Travis Pastrana établi l'année précédente (Pastrana étant lui-même quadruple vainqueur du Rally America National Championship, quatre fois successivement en 2006, 2007, 2008 et 2009, ce qui constitue le record du nombre de titres du Rally America). En 2014 il remporte une seconde fois cette course avec le même modèle de voiture en 6 min 09 s 09, pour un trajet global en Rally America de 47,64 kilomètres parcourus en 24 min 51 s 3, devant Travis Pastrana à plus d'une minute trente -et à plus de trois secondes dans la côte- également sur Impreza WRX STi[1].